# Барышево (Новосибирская область)
Ба́рышево — село в Новосибирском районе Новосибирской области. Административный центр Барышевского сельсовета.

## География
Расположено на левом берегу реки Иня в 15 км к юго-востоку от Центрального района Новосибирска. Река Иня образует северную границу села. На северо-востоке село граничит с деревней Издревая, на востоке — с посёлком Двуречье, на юге — с посёлком Кольцово, на западе — с Первомайским районом Новосибирска.

## Население
| 1979 | 2002  | 2007  | 2010  | 2021  |
| ---- | ----- | ----- | ----- | ----- |
| 6810 | ↘5089 | ↗5434 | ↘5195 | ↗5547 |

## История
До утверждения в 1939 году официальных границ на территории ныне существующего района существовали поселения, изначально появившиеся вблизи железнодорожных станций («Инская», «Издревая», «Крахаль», «Совхозная»). Также географическая принадлежность хозяйств связывалась с теми или иными местами селения — рекой (Малая Иня, или «Инюшка» — название среди местных жителей), станцией железной дороги и т. д.
В 1911 году в с. Барышевском (прим. ныне — с. Барышево) была построена деревянная однопрестольная церковь во имя святых Первоверховных апостолов Петра и Павла. В состав прихода входили: с. Барышевское Томского уезда, деревни: Луговая — в 4 верстах, Издрева — в 4 верстах, Быкова — в 6 верстах, Ельцовка — в 15 верстах, Березовка — в 10 верстах. Прихожан — 5158 человек (данные за 1914 год).
В с. Барышевском и в деревнях Луговой, Изревой и Ельцовке были церковно-приходские школы.
Согласно данным за 1914 год в храме служили:
— священник Михаил Сергиевич Шабанов (возраст 36 лет); окончил курс в Томской Духовной семинарии по 2 разр.; рукоположен во священника 16 января 1898 года, награждён скуфьёю в 1911 году, на настоящем месте с 1910 года.
— псаломщик Василий Кириллович Солдатов (возраст 46 лет) окончил курс в сельском училище, определен на настоящую должность к сей церкви в 1907 году.
11 июля 1959 года в селе был организован Сибирский филиал Всесоюзного научно-исследовательского института механизации сельского хозяйства (СибВИМ), разместившийся в помещениях местной ремонтно-тракторной станции. В 1969 году он был реорганизован в Сибирский научно-исследовательский институт механизации и электрификации сельского хозяйства, который в 1979 году переехал из Барышева в Краснообск.

## Инфраструктура
На территории сельсовета расположены: 1 спортивный объект (спортивный комплекс села Барышево в районе «ВИМ», часть площадей которого сдаётся в аренду), 1 объект промышленности («Всесоюзный институт механизации», ныне — Опытный завод, сдающий часть незадействованных площадей), 1 объект сельскохозяйственного производства (совхоз «Мичуринский»), 1 учреждение здравоохранения (поликлиника в самом селе Барышево: без станций «скорой помощи», операционных помещений, а также без возможностей переливания крови), 3 учреждения образования (до 1991 г. — 9 учреждений образования); имеется также одно отделение внутренних дел в селе Барышево (расположено в районе «ВИМ» в аварийном здании бывшего детского сада).

## Транспорт
Одним из основных видов транспорта села являются электропоезда, останавливающиеся в границах села на станциях «Издревая» и «Барышево». Помимо этого, территорию села с Первомайским районом Новосибирска связывает маршрутное такси № 350 (также по территории села проходят автобус № 117 маршрута «Мичуринец-Новолуговое» и маршрутное такси № 322 «Кольцово-Речной вокзал»); в 2003 году было открыто движение маршрутного такси № 307 по направлению «Двуречье-Автовокзал». В 2014 году после окончания строительства третьего моста через р. Обь было открыто движение маршрутного такси № 317 по направлению "Кольцово-ст.м.Студенческая".

## Уроженцы
- Грехова, Нина Митрофановна — русская советская поэтесса.
- Журавлёв, Пётр Васильевич (род. 1950) — советский и российский учёный, разработчик оптико-электронных систем, директор КТИПМ СО РАН (2001—?)[11].